# كينيدي كاتيندي
كينيدي كاتيندي (مواليد 15 مارس 1985) هو ملاكم سويدي أوغندي، مثّل السويد في الألعاب الأولمبية الصيفية في دورة 2008، وأوغندا في دورة 2016.

## روابط خارجية
كينيدي كاتيندي على موقع بوكس ريك (الإنجليزية) (registration required)
- كينيدي كاتيندي على موقع أوليمبيديا (الإنجليزية)
- كينيدي كاتيندي على موقع اللجنة الأولمبية السويدية (السويدية)